# Sant Geronç
Saint-Géron és un municipi francès situat al departament de l'Alt Loira i a la regió d'Alvèrnia-Roine-Alps. L'any 2007 tenia 193 habitants.

## Demografia

### Població
El 2007 la població de fet de Saint-Géron era de 193 persones. Hi havia 77 famílies de les quals 24 eren unipersonals (8 homes vivint sols i 16 dones vivint soles), 12 parelles sense fills, 29 parelles amb fills i 12 famílies monoparentals amb fills.
La població ha evolucionat segons el següent gràfic:
Habitants censats

### Habitatges
El 2007 hi havia 103 habitatges, 82 eren l'habitatge principal de la família, 7 eren segones residències i 14 estaven desocupats. Tots els 103 habitatges eren cases. Dels 82 habitatges principals, 76 estaven ocupats pels seus propietaris, 4 estaven llogats i ocupats pels llogaters i 2 estaven cedits a títol gratuït; 2 tenien dues cambres, 5 en tenien tres, 33 en tenien quatre i 42 en tenien cinc o més. 61 habitatges disposaven pel capbaix d'una plaça de pàrquing. A 35 habitatges hi havia un automòbil i a 40 n'hi havia dos o més.

### Piràmide de població
La piràmide de població per edats i sexe el 2009 era:
| Homes | Edats   | Dones |
| ----- | ------- | ----- |
| 0     | 95 o +  | 0     |
| 0     | 90 a 94 | 4     |
| 0     | 85 a 89 | 0     |
| 0     | 80 a 84 | 4     |
| 0     | 75 a 79 | 4     |
| 8     | 70 a 74 | 4     |
| 4     | 65 a 69 | 12    |
| 12    | 60 a 64 | 12    |
| 0     | 55 a 59 | 4     |
| 4     | 50 a 54 | 8     |
| 8     | 45 a 49 | 16    |
| 8     | 40 a 44 | 4     |
| 4     | 35 a 39 | 4     |
| 12    | 30 a 34 | 8     |
| 0     | 25 a 29 | 4     |
| 4     | 20 a 24 | 8     |
| 8     | 15 a 19 | 4     |
| 4     | 10 a 14 | 0     |
| 4     | 5 a 9   | 4     |
| 4     | 0 a 4   | 4     |

## Economia
El 2007 la població en edat de treballar era de 113 persones, 94 eren actives i 19 eren inactives. Les 94 persones actives estaven ocupades(48 homes i 46 dones).. De les 19 persones inactives 8 estaven jubilades, 7 estaven estudiant i 4 estaven classificades com a «altres inactius».

### Ingressos
El 2009 a Saint-Géron hi havia 88 unitats fiscals que integraven 225 persones, la mediana anual d'ingressos fiscals per persona era de 17.366 €.

### Activitats econòmiques
Dels 9 establiments que hi havia el 2007, 2 eren d'empreses alimentàries, 1 d'una empresa de construcció, 3 d'empreses de comerç i reparació d'automòbils, 2 d'empreses de serveis i 1 d'una empresa classificada com a «altres activitats de serveis».
L'any 2000 a Saint-Géron hi havia 18 explotacions agrícoles que ocupaven un total de 888 hectàrees.

## Poblacions més properes
El següent diagrama mostra les poblacions més properes.